# Richard Cabeza
Rickard Hans Cabeza je švedski glazbenik. Svirao je sa sastavima death metala kao što su Unanimated, Dismember, Carbonized i Murder Squad. Bio je i pjevač sastava General Surgery. Godine 2002. Cabeza je bio na turneji basist sastava Dark Funeral. Treutno živi u Dallasu, Teksas gdje je osnovao sastav Rape, Pillage and Burn.

## Diskografija
Dismember
- Like an Everflowing Stream (1991.)
- Indecent and Obscene (1993.)
- Massive Killing Capacity (1995.)
- Death Metal (1997.)
- Where Ironcrosses Grow (2004.)

Unanimated
- Ancient God of Evil (1995.)
- In the Light of Darkness (2009.)
- Victory in Blood (2021.)

Murder Squad
- Unsane, Insane and Mentally Deranged (2001.)
- Ravenous Murderous (2004.)